# Джером, Кэмерон
Кэмерон Зишан Рана-Джером (англ. Cameron Zishan Rana-Jerome; род. 14 августа 1986, Хаддерсфилд, Уэст-Йоркшир) — английский футболист, нападающий клуба «Болтон Уондерерс».

## Клубная карьера

### Ранняя карьера
Джером родился в городе Хаддерсфилд, несколько лет играл в молодёжной команде «Хаддерсфилд Таун», позднее играл в молодёжных командах клубов «Гримсби Таун» и «Шеффилд Уэнсдей». Не сыграв ни одного матча в своей следующей команде «Мидлсбро», Джером подписал контракт с валлийской командой «Кардифф Сити».

### Кардифф Сити
В первом своем сезоне за команду вышел на поле 32 раза и сумел отличиться семь раз. В следующем сезоне Джером полностью закрепился в основном составе. В лиге он пропустил всего два матча, а за сезон сыграл 47 раз и забил 20 голов. После хорошего сезона на него обратили внимание скауты Бирмингема.

### Бирмингем Сити
Джером подписал контракт с «Бирмингемом» 31 мая 2006, трансфер оценивают в £3 или £4 миллиона. Джером дебютировал за «Бирмингем», выйдя на замену, в матче против «Колчестер Юнайтед» 5 августа 2006. Свой первый гол, он забил в матче с «Куинз Парк Рейнджерс» 12 сентября. «Бирмингем» занял второе место в Чемпионшипе, благодаря этому команда вышла в Премьер-Лигу, но Джером сезон провел на не очень высоком уровне, отличившись всего девять раз за 44 матча.
Первый гол в Премьер-Лиге забил на 32 секунде матча против «Дерби Каунти» 25 августа 2007. Он стал вторым бомбардиром в команде с семью забитыми мячами, но это не помогло «Бирмингему» избежать очередного вылета в Чемпионшип. В сезоне 2008/09 Джером отличился десять раз в 45 матчах. Также он забил один гол в дерби против «Вулверхэмптона», в котором «Бирмингем» выиграл со счетом 2-0.
В июле 2009 подписал новый контракт с командой, рассчитанный на пять лет. Первый гол в сезоне 2009/10 он забил с 30 ярдов в матче против «Ливерпулем», который получил много положительных отзывов.

### Сток Сити
31 августа 2011, в последний день трансферного окна, подписал контракт со «Сток Сити» на четыре года, трансфер оценивают в £4 миллиона. Свой первый гол Джером забил в первом же матче против киевского «Динамо» на групповом этапе Лиги Европы. Свой первый гол в Премьер-лиге за «Сток Сити» 31 декабря 2011, это был его первый гол в чемпионате после тринадцати месяцев.

### Норвич Сити
20 августа 2014 перешёл в клуб Чемпионшипа «Норвич Сити». 13 сентября забил свой первый гол за "канареек" в матче с Кардифф Сити (4:2).

### Дерби Каунти
16 января 2018 года Джером перешел в «Дерби Каунти». Он забил свой первый гол за клуб 3 февраля, а закончил сезон с 6 голами за 20 игр.

### Гёзтепе
31 августа 2018 года Джером перешел в турецкий клуб «Гёзтепе». Он забил свой первый гол за клуб в домашнем матче против «Коньяспора» 30 сентября.

### Милтон-Кинс Донс
9 октября 2020 года Джером вернулся в Англию после окончания контракта с «Гёзтепе». Главный тренер «Милтон-Кинс Донс» Рассел Мартин предложил своему бывшему партнеру по команде присоединиться к клубу на правах свободного агента. На следующий день Джером дебютировал за клуб в лиге в матче с «Портсмутом», а через неделю забил свой первый гол за клуб в домашней победе над «Джииллингемом».

### Лутон Таун
1 июля 2021 года Джером перешел в клуб «Лутон Таун» на правах свободного агента.

## Международная карьера
Джером сыграл десять матчей за молодёжную сборную Англии, но не смог забить ни одного гола.

## Достижения

### «Бирмингем Сити»
- Серебряный призёр Чемпионшипа: 2006/07, 2008/09
- Обладатель Кубка Английской футбольной лиги: 2010/11